# Хангасъярви (озеро, Мурманская область)
Хангасъярви — пресноводное озеро на территории сельского поселения Зареченск Кандалакшского района Мурманской области.

## Общие сведения
Площадь озера — 1,6 км². Располагается на высоте 113,6 метров над уровнем моря.
Форма озера лопастная, продолговатая: оно более чем на три километра вытянуто с северо-запада на юго-восток. Берега изрезанные, каменисто-песчаные, местами заболоченные.
Из юго-восточной оконечности Хангасъярви вытекает река Кети, впадающая с восточной стороны в озеро Толванд, через которое протекает река Толванд, впадающая в Ковдозеро. Через последнее протекает река Ковда, впадающая, в свою очередь, в Белое море.
На озере расположено не менее шести небольших безымянных островов.
У северо-западной оконечности Хангасъярви проходит автодорога местного значения 41К-002 («Автоподъезд к насёленному пункту Зареченск»).
Населённые пункты вблизи водоёма отсутствуют.
Код объекта в государственном водном реестре — 02020000611102000001365.